# Hilfetelefon Gewalt gegen Frauen
Das Hilfetelefon „Gewalt gegen Frauen“ (Rufnummer 116 016 aus dem deutschen Fest- und Mobilfunknetz, früher und noch gültig: 08000 116 016) bietet deutschlandweit seit 6. März 2013 unter der kostenlosen Telefonnummer 116 016 Erstberatung zu allen Formen von Gewalt gegen Frauen an. Es ist ein Unterstützungsangebot für Frauen, die von Gewalt betroffen sind oder waren. Grundlage des Hilfetelefons „Gewalt gegen Frauen“ ist das deutsche Gesetz zur Einrichtung und zum Betrieb eines bundesweiten Hilfetelefons „Gewalt gegen Frauen“ (Hilfetelefongesetz; HilfetelefonG).
Von Gewalt betroffene Frauen sowie Personen aus dem sozialen Umfeld und Fachkräfte haben mit dem Hilfetelefon „Gewalt gegen Frauen“ rund um die Uhr die Möglichkeit, sich anonym und kostenfrei beraten zu lassen. Neben der telefonischen Beratung gibt es auch das Angebot der Online-Beratung per E-Mail, Sofortchat und Terminchat. Das Angebot ist kostenlos, barrierefrei, mehrsprachig und wird von qualifizierten Beraterinnen durchgeführt, die bei Bedarf an Unterstützungsangebote vor Ort vermitteln.

## Aufgabe
Die Aufgabe des Hilfetelefons „Gewalt gegen Frauen“ ist gem. § 1 HilfetelefonG dem Bundesamt für Familie und zivilgesellschaftliche Aufgaben (BAFzA) in Köln übertragen. Als Aufsichtsbehörde dient das Bundesministerium für Familie, Senioren, Frauen und Jugend (BMFSFJ). Das Hilfetelefon „Gewalt gegen Frauen“ hat eine Lotsenfunktion. Neben der Krisenintervention erhalten Ratsuchende bei Bedarf eine psychosoziale Erstberatung und werden auf Wunsch an Unterstützungseinrichtungen wie Frauenberatungsstellen oder Frauenhäuser in der Nähe vermittelt.
Von Gewalt betroffene Personen können sich rund um die Uhr anonym beraten lassen. Neben der telefonischen Beratung gibt es auch Online-Beratungen per E-Mail, Sofortchat und Terminchat. Es werden Beratungen in Deutscher Gebärdensprache, Leichter Sprache und 18 Fremdsprachen angeboten. Das Beratungsangebot gilt unabhängig von sozialer und ethnischer Herkunft, Religion sowie sexueller Orientierung und Identität hilfesuchender Personen.

### Beratungsangebote
Das Spektrum der Beratung umfasst alle Formen von Gewalt und richtet sich neben den Betroffenen auch an deren soziales Umfeld und an Menschen, die beruflich oder ehrenamtlich mit Betroffenen in Kontakt kommen.
- Digitale Gewalt
- Menschenhandel
- Genitalbeschneidung
- Gewalt im Namen der Ehre
- Häusliche Gewalt
- Mobbing
- Psychische, physische und sexualisierte Gewalt
- Sexuelle Belästigung am Arbeitsplatz
- Sexuelle Belästigung im öffentlichen Raum
- Stalking
- Zwangsheirat

## Organisation
Beim Hilfetelefon „Gewalt gegen Frauen“ arbeiten rund 120 Mitarbeitende, davon etwa 100 Beraterinnen, welche den Dauerbetrieb des Hilfetelefons „Gewalt gegen Frauen“ 365 Tage im Jahr und 24 Stunden am Tag sicherstellen. Das BMFSFJ beruft jeweils für drei Jahre einen Beirat mit 15 Mitgliedern zur fachpolitischen Begleitung des Hilfetelefons „Gewalt gegen Frauen“. Der Bereit besteht aus Wissenschaftlern, leitenden Mitarbeitern aus Kommunen und Ländern sowie aus Experten aus dem Unterstützungssystem für von Gewalt betroffenen Frauen.
Das Hilfetelefon „Gewalt gegen Frauen“ kooperiert mit allen Sozialministerien der Länder, zahlreichen zivilen Organisationen und privatwirtschaftlichen Unternehmen.
Zur Bekanntmachung des Hilfetelefons „Gewalt gegen Frauen“ werden Informationsmaterialien wie mehrsprachige Flyer und Plakate kostenfrei zur Verfügung gestellt.

## Geschichte
Am 11. Mai 2011 wurde das Übereinkommen des Europarats zur Verhütung und Bekämpfung von Gewalt gegen Frauen und häuslicher Gewalt getroffen, welches am 1. August 2014 in Kraft getreten ist. Das Hilfetelefon „Gewalt gegen Frauen“ nahm bereits zum 6. März 2013 den Betrieb unter der kostenlosen Nummer 08000 116 016 auf.
Im Juni 2023 wurde die Nummer auf 116 016 verkürzt. Die bisherige Rufnummer ist weiterhin erreichbar.

## Statistik
Seit Beginn des Hilfetelefons „Gewalt gegen Frauen“ am 6. März 2013 gab es 446.758 Beratungen (Stand 31. Dezember 2023). Das Hilfetelefon „Gewalt gegen Frauen“ stellt seine statistischen Auswertungen einmal im Jahr in einem Jahresbericht vor.
| Jahr | Beratungen |
| ---- | ---------- |
| 2013 | 18.812     |
| 2014 | 25.346     |
| 2015 | 27.004     |
| 2016 | 34.413     |
| 2017 | 37.445     |
| 2018 | 41.926     |
| 2019 | 44.672     |
| 2020 | 51.407     |
| 2021 | 54.037     |
| 2022 | 52.648     |
| 2023 | 59.048     |